# 望都戰鬥 (北洋政府時期)
望都戰鬥發生於1927年10月6日－10月12日，交戰地點則是在中國冀西一帶，是國民革命軍北伐戰爭的戰鬥之一。望都戰鬥的交戰雙方，一方為國民革命軍，另一方為北洋政府所轄軍隊。

## 參看
- 中華民國北洋政府時期內戰戰鬥列表